# جواو خوسيه
جواو خوسيه (بالبرتغالية: João José‏) (7 يونيو 1978 في البرتغال - ) هو لاعب كرة طائرة شاطئية ولاعب كرة طائرة البرتغال في مركز وسط ‏. لعب مع نادي فريدريشسهافن ‏.